# 西川響
西川 響（にしかわ ひびき、1977年1月21日 - ）は、日本の東京都新宿区出身の音楽家。
ヴォーカリストでベーシストであり、作詞・作曲・編曲、及びレコーディングからサウンド・プロデュースまで音楽活動は多岐にわたる。
作詞・作曲・編曲したオリジナルはユトリロン/Youtorilonという音楽プロジェクト、ライブはTHE JETZEJOHNSONのベースライナーとしてライヴ活動中。

## プロフィール
新宿区内の公立小学校・中学校を卒業し、都立目黒高校卒業後、日本電子専門学校でレコーディング技術を学び、卒業後は同校講師の助手を2年務める。
父が元ブラッディ・サーカス（クリエイションの前身）やカルメン・マキ＆OZに在籍していたドラマーだったため、幼少時からROCKに親しむ。
ポリスのスティングからの影響で、中学からフレットレス・ベースを弾き始める。
同年代のバンドマンとは技量が合わず、年上の数々のバンドのサポートベーシストとしてライブハウスに出演。
なかなか一緒にバンドを組む仲間に巡り会えなかったため、専門学校時代から作詞・作曲とともに宅録にのめり込む。
以前に参加したことのあるバンドのギタリストと組んだユニット『nm（エヌエム）』で、2004年にSONYの新人発掘オーディションに合格。
そのソングライティングの才能を認められる。
所属のSD部解散によりデビューはならなかったものの、SONYからリリースされたSNoWのシングル曲『On&On』を提供したり、KITTY（旧キティレコード）での新人発掘、レコーディング等裏方仕事に携わる。
『On&On』では作曲・編曲、アコースティック・ギターも担当。
2007年のライブでコロムビアレコードの関係者からアーティストとして認められデビューが決定。コロムビアの新レーベルから2008年1月に６曲入りアルバム『Mind The Gap』をリリースしたが、その２ヵ月後、レーベルが音楽産業不振からまたもや解散。
2009年はCSフジ「まる生」のオリジナルエンディング曲を作るプロジェクト[ BAN!BANG!BAND!!]でアナウンサーに楽器の手ほどきをしたり、男性モデル劇団M-DEFIのステージで楽曲が使用されるなど、音楽活動の幅が広がっている。
現在は、新人アーティストへの楽曲提供など作曲活動と、ジェッジジョンソンのメンバーとしてライブ活動中。

## 主な楽曲提供
- Ash（中村誠治郎＆根本正勝によるユニット）
  - 『moonchild』
  - 『Life』
- 直田姫奈
  - 『My Truth』[1]
- SCANDAL
  - 『BEAUTeen!!』
  - 『KOSHI-TANTAN』
  - 『Weather Report』
- SNoW
  - 『on&on』

## 係累
弟の西川真音は『シンフォニック=レイン』や『My Merry May』(マイ・メリー・メイ)などのゲームのシナリオ・ライター